# Dhalandji
Dhalandji är ett australiskt språk som talades av 20 personer år 1981. Dhalandji talas i Väst-Australien. Dhalandji tillhör de pama-nyunganska språken.